# Résolution 26 du Conseil de sécurité des Nations unies
Membres permanents
- Chine
- États-Unis
- France
- Royaume-Uni
- URSS

Membres non permanents
- Australie
- Belgique
- Brésil
- Colombie
- Pologne
- Syrie

Résolution no 25 Résolution no 27
La résolution 26 est une résolution du Conseil de sécurité des Nations unies qui a été votée le 4 juin 1947 et qui décide que les élections des membres de la Cour internationale de justice se dérouleront en autant de tour que nécessaire afin d'obtenir une majorité et que tous les sièges vacants soient pourvus.

## Texte
- Résolution 26 sur fr.wikisource.org
- Résolution 26 sur en.wikisource.org